# New Black Panther Party

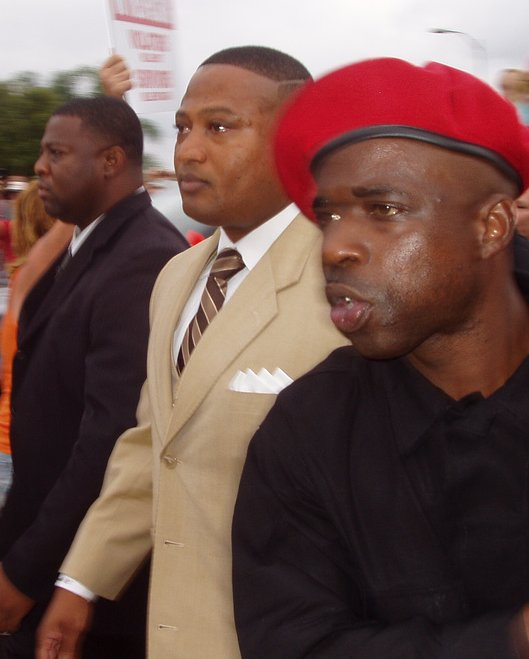
Quanell X, einer der Sprecher der New Black Panthers mit Bodyguards

Die New Black Panther Party for Self-Defense (NBPP) ist eine Bewegung für die Bürgerrechte von Schwarzen in den USA und bezeichnet sich als Teil des Black Power Movement.
Die Bewegung versteht sich in der Tradition der Black Panther Party der 1960er Jahre. Die heutigen Aktivisten haben jedoch kaum personelle Überschneidungen zu den Aktivisten der Black-Panther-Bewegung. Die Organisation wurde 1989 in Dallas, Texas gegründet. Sie greift in Sprache, Haltung, Forderungen, Design und Anspruch die 1982 aufgelöste Black Panther Party auf.

## Entwicklung
Einige NBPP-Führer machten eine „jüdische Verschwörung“ für die Terroranschläge am 11. September 2001 verantwortlich.
Die New Black Panthers fordern u. a. schwarze Amerikaner auf, sich zu bewaffnen und gegen Übergriffe der Polizei zu schützen. 2016 forderten sie Schwarze in Cleveland auf, sich zu bewaffnen, um sich gegen Übergriffe am Rande der Republican Convention von Donald Trump zu schützen.
Micah Johnson, der 2016 in Dallas gezielt sechs Polizisten erschoss, nahm vor seinem Attentat sechs Monate an Fortbildungen der NBPP in Houston teil. Der Gründer der NBPP in Houston, „Quanell X“, sagte, dass Johnson Mitglied gewesen, aber später ausgeschlossen worden sei.

## Ziele
Die New Black Panther Party (NBPP) fordert eine eigene Nation für die schwarzen Amerikaner. In der NBPP’s 10 Point Platform, die die 10-point platform der Black Panther Party aufgreift, wird reklamiert, dass Schwarze einen eigenen Staat beanspruchen können und ihre eigenen Gesetze machen können. Alle schwarzen Inhaftierten sollten an die Gerichtsbarkeit der Black Nation ausgeliefert werden. Die NBBP fordert Reparationen für die Versklavung von Schwarzen durch die Vereinigten Staaten, Europa und „die Juden“.

## Kritik
Der New Black Panther Party for Self-Defense (NBPP) wird teilweise Separatismus vorgeworfen. Die Anti-Defamation League wirft ihr vor, sie würde notorisch zur Gewalt gegen Weiße und Juden aufrufen.
Dabei würde sich die Bewegung der Sprache und des Weltbildes eines „umgekehrten Rassismus“ bedienen. Im NBPP-Dokument The Nationalist Manifesto wirft sie dem „diabolischen weißen Mann“ vor, einen Genozid an den Schwarzen vorzubereiten, wie er ihn schon an der indigenen Bevölkerung Amerikas und den australischen Aborigines verübt habe.